# Distretto di Khok Sung
Il distretto di Khok Sung (in thailandese: โคกสูง) è un distretto (amphoe) della Thailandia, situato nella provincia di Sa Kaeo.